# Mk VIII Challenger
Il carro armato incrociatore Cruiser Mk VIII Challenger (A30) derivato direttamente dal carro Mk VIII Cromwell con lo scopo specifico di fornire un sostegno di fuoco controcarri con un'arma più potente di quella del mezzo originario.

Pertanto come armamento principale fu scelto un cannone Ordnance, Q.F. 17 pounder, da 76 mm. Il Challenger fu costruito in un numero limitato di esemplari a causa sia delle difficoltà di produrre gli scafi (le priorità andavano al Cromwell standard) sia all'inizio della produzione dello Sherman Firefly che aveva la stessa bocca da fuoco.

## Storia
Il veicolo venne approntato assai presto, con il prototipo completato nel marzo 1942, addirittura in tempo per affrontare, se necessario, subito il Tiger. Ma questo non si verificò, perché il carro manifestò numerosi problemi. Anche i veicoli di prima linea allora presenti (i Mk VI Crusader, per esempio), ne avevano, ma mettere in linea un nuovo mezzo ancora non ben messo a punto si dimostrò una scelta assai impopolare e non venne fatta. Le sospensioni erano ancora del vecchio tipo, inadatte a sostenere un aumento di peso tanto consistente.
Il sistema di brandeggio era troppo lento per la torre ed il pesante cannone, la corazza dovette essere ridotta rispetto al prototipo, anche se oscillava tra i 20 e i 102 mm, valori rispettabili anche se privi della necessaria inclinazione. Il motore Meteor faceva egregiamente il suo lavoro, anche se il mezzo era decisamente più lento del Cromwell.
Malgrado tutto, mentre i reparti di prima linea erano costretti ad adottare i carri M3 Grant, il Challenger era un veicolo di ben altre qualità e venne deciso di porlo, alla fine, in produzione.

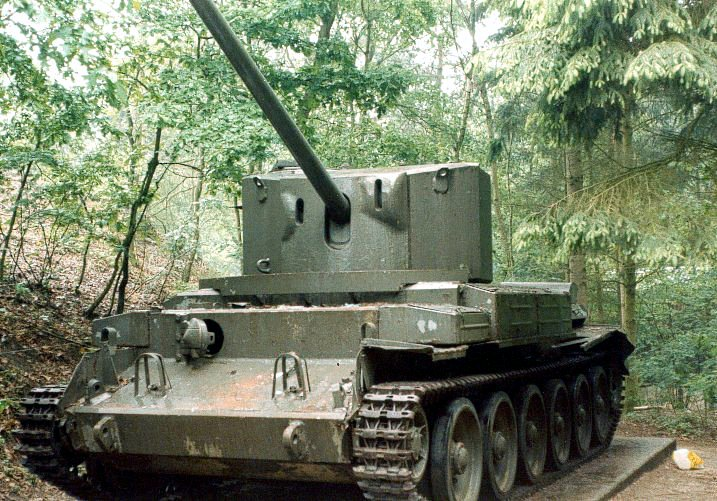
Il Challenger non aveva una sagoma sfuggente, contrariamente al Cromwell

Il Challenger, nonostante il suo alto centro di gravità, che ne riduceva la stabilità laterale, era apprezzato dai carristi ed era leggermente più veloce e agile dello Sherman Firefly che aveva un armamento equivalente. Il progetto del Firefly, inizialmente pensato come un ripiego rispetto al Challenger, si dimostrò più facile da costruire, quindi la produzione del Challenger fu arrestata a circa 200 esemplari.

## Sviluppo e tecnica
Una volta selezionati lo scafo e l'armamento principale, fu necessario effettuare una serie di modifiche aumentando il volume della torretta e, di conseguenza, allargando e allungando lo scafo. L'aumento di volume della torretta, fatto in larga misura con una struttura molto più alta di quella installata sul Cromwell, permise di aggiungere all'equipaggio un secondo caricatore, necessario a maneggiare i proiettili per il 17 libbre.
Lo scafo fu allungato e, per conservare la pressione al suolo, fu aggiunto un ulteriore rullo alle sospensioni Christie. Oltre che essere allungato, lo scafo venne anche allargato, per ospitare un anello della torretta più largo e quindi idoneo per ospitare il cannone.

Per lo stoccaggio delle granate per il 17 libbre, più lunghi di quelli per il 75 mm del Cromwell, fu necessario eliminare la mitragliatrice a prua dello scafo.

Anche così il totale stivato era di 42 proietti, molto pochi per le esigenze dei carri dell'epoca, privi di sistemi di puntamento veramente efficienti.
In genere questi carri venivano assegnati alle unità che operavano con i Cromwell per semplificare la logistica e la manutenzione dei mezzi, e fornire appoggio di fuoco a lungo raggio. Ma vi erano problemi: la corazza, per quanto massiccia, non impediva alla torretta, alta e priva di pareti inclinate, di essere un facile bersaglio per gli artiglieri nemici. La mobilità non riusciva a sua volta a stare al livello dei più mobili fratelli 'minori', con lo stesso motore ma molto più leggeri.

### Evoluzione
Per un modello migliorato del carro, noto come Challenger II, munito di una torre più bassa, non si andò oltre lo stadio di prototipo.
L'unica altra variante del Challenger fu il cacciacarri Avenger, con torretta aperta ed armato sempre con il cannone da 17 libbre. Dato che le priorità della Vauxhall Motors erano per la costruzione dei carri Comet, questi veicoli furono disponibili solo dopo la fine della Seconda guerra mondiale, i 250 che furono costruiti operarono con la BAOR (British Army of the Rhine) in Germania nel dopoguerra.